# 김시성
김시성(金是晟, 1963년 12월 15일~)은 대한민국 제7·8·9·11대 강원도의원이다.

## 학력
- 관동대학교 경상대학 경영학과 졸업

## 경력
- 국회의원 정책보좌관(4급)
- 속초시생활체육협의회 선임이사
- 2006년 7월 1일~2010년 6월 30일: 제7대 강원도의회 의원
- 2010년 7월 1일~2014년 6월 30일: 제8대 강원도의회 의원
- 2014년 7월 1일~2018년 6월 30일: 제9대 강원도의회 의원
  - 2014년 7월~2016년 6월: 제9대 강원도의회 전반기 의장
- 2022년 7월 1일~: 제11대 강원특별자치도의회 의원
  - 제11대 전반기 강원도의회 사회문화위원회 위원
  - 2024년 7월~: 제11대 강원특별자치도의회 후반기 의장[1]
- 2024년 9월~: 제19대 전반기 대한민국시도의회의장협의회 고문
- 2025년 5월~2025년 6월: 제21대 대통령 선거 국민의힘 김문수 대통령 후보 강원 선거대책위원회 부위원장

## 역대 선거 결과
|  | 64.51% |

|  | 61.79% |

|  | 61.44% |

|  | 45.44% |

|  | 57.76% |